# 音楽のカテゴリ一覧
Category:音楽に関するカテゴリ。
「Category:音楽」以下の目次、主要なカテゴリなど。

## 項目の50音順目次
- 作曲家・バンド名などの固有名は「作曲家・アーティスト・バンド名のカテゴリ目次」を参照。
- 「Category:(国名)の」ではじまるカテゴリは、日本以外の国は、「Category:(国名)の音楽」のみ登録し、それ以外は省略してある。

「Category:(国名)のミュージシャン」、「Category:(国名)のオーケストラ」などは省略。

### あ行
あ
- Category:アイスランドの音楽
- Category:アイドル歌謡
- Category:アイルランドの音楽
- Category:アコーディオン奏者
- Category:アジアのオーケストラ
- Category:アジアの音楽
- Category:アダルト・コンテンポラリー
- Category:アニメ映画主題歌
- Category:アニメソング
- Category:アニメソング歌手
- Category:アフリカの音楽
- Category:アメリカ合衆国の音楽
- Category:アルゼンチンの音楽
- Category:アルト歌手
- Category:アルバム
- Category:アルバムのジャンル
- Category:アンビエント・ミュージック
- Category:アンビエント・ミュージシャン

い
- Category:イカ天出身のバンド
- Category:イギリスの音楽
- Category:イスラエルの音楽
- Category:イタリアの音楽
- Category:インドネシアの音楽

う
- Category:ヴァイオリニスト
- Category:ヴァイオリン
- Category:ヴァイオリン協奏曲
- Category:ヴァイオリン小品
- Category:ヴァイオリンソナタ
- Category:ヴィオラ
- Category:ヴィオラ協奏曲
- Category:ヴィオラ奏者
- Category:ヴィジュアル系
- Category:ヴィジュアル系ミュージシャン
- Category:歌
- Category:唄者

え
- Category:映画音楽
- Category:映画音楽の作曲家
- Category:映画主題歌
- Category:江戸時代の音楽家
- Category:演歌
- Category:演歌歌手
- Category:演奏家
- Category:演奏技法

お
- Category:応援歌
- Category:オーケストラ
- Category:オーストラリアの音楽
- Category:オーストリアの音楽
- Category:音
- Category:音の単位
- Category:オペラ
- Category:オペラ作曲家
- Category:オペラ作品
- Category:オペラ台本作家
- Category:オペレッタ
- Category:オーボエ属
- Category:オーボエ奏者
- Category:オムニバス・アルバム
- Category:オランダの音楽
- Category:オリコン
- Category:オリコンチャート1位獲得作品
- Category:オルガニスト
- Category:音韻論
- Category:音階
- Category:音楽
- Category:音楽家
- Category:音楽家の一族
- Category:音楽学
- Category:音楽学者
- Category:音楽関連の組織
- Category:音楽教育
- Category:音楽ゲーム
- Category:音楽コンクール
- Category:音楽祭
- Category:音楽雑誌
- Category:音楽史
- Category:音楽に関する出版社
- Category:音楽の一覧
- Category:音楽のイベント
- Category:音楽のジャンル
- Category:音楽の賞
- Category:音楽の人名一覧
- Category:音楽のムーブメント
- Category:音楽配信
- Category:音楽番組
- Category:音楽評論
- Category:音楽評論家
- Category:音楽プロデューサー
- Category:音楽療法
- Category:音楽理論
- Category:音楽理論家
- Category:音響機器
- Category:音響工学
- Category:音具
- Category:音声学
- Category:音声処理
- Category:音程
- Category:音頭
- Category:音名
- Category:オンライン音楽データベース

### か行
か
- Category:雅楽
- Category:歌曲
- Category:歌劇場
- Category:歌劇場のオーケストラ
- Category:歌手
- Category:楽器
- Category:楽器製作者
- Category:楽器メーカー
- Category:楽曲
- Category:学校歌
- Category:学校唱歌
- Category:各アーティストの楽曲
- Category:各国のアルバム
- Category:各国の演奏家
- Category:各国の音楽
- Category:各国の歌手
- Category:各国の作曲家
- Category:各国の音楽グループ
- Category:各国のピアニスト
- Category:かつて存在したレコード・レーベル
- Category:各ジャンルの音楽グループ
- Category:各年のアルバム
- Category:各年の楽曲
- Category:各年のシングル
- Category:各レコードレーベルのアーティスト
- Category:各レコードレーベルのアルバム
- Category:楽式
- Category:合唱
- Category:合唱曲
- Category:合唱指揮者
- Category:合唱団
- Category:カナダの音楽
- Category:歌舞伎
- Category:ガムラン
- Category:歌謡
- Category:カラオケ
- Category:カリプソ
- Category:管楽器
- Category:管弦楽曲
- Category:韓国の音楽
- Category:カントリー・ミュージック
- Category:カントリー・ミュージシャン

き
- Category:器楽曲
- Category:ギター
- Category:ギターアンプメーカー
- Category:ギターの奏法
- Category:ギターのチューニング
- Category:ギターメーカー
- Category:ギタリスト
- Category:記譜法
- Category:キーボーディスト
- Category:キューバの音楽
- Category:狂言
- Category:協奏曲
- Category:キリスト教音楽
- Category:金管楽器
- Category:近現代の作曲家

く
- Category:クラシック音楽
- Category:クラシック音楽家
- Category:クラシック音楽史
- Category:クラシック音楽の作曲家
- Category:クラシックギター作曲家
- Category:クラシックギター奏者
- Category:クラシック・ジャズのミュージシャン
- Category:グラムロック
- Category:クラリネット
- Category:クラリネット奏者
- Category:クリスマス・キャロル
- Category:クリスマスソング
- Category:軍歌

け
- Category:競馬の音楽
- Category:劇場
- Category:劇付随音楽
- Category:ゲーム音楽
- Category:ゲーム音楽の作曲家
- Category:弦楽合奏曲
- Category:弦楽四重奏曲
- Category:弦楽器
- Category:現代音楽
- Category:現代音楽の作曲家
- Category:鍵盤楽器

こ
- Category:交響曲
- Category:行進曲
- Category:古楽
- Category:古楽アンサンブル
- Category:古楽演奏家
- Category:古楽器
- Category:ゴスペルのアルバム
- Category:国歌
- Category:古典派音楽
- Category:古典派の楽曲
- Category:古典派の作曲家
- Category:子供向け楽曲
- Category:コマーシャルソング
- Category:コミックソング
- Category:子守歌
- Category:コントラバス
- Category:コントラバス奏者
- Category:コンサート
- Category:コンサートホール
- Category:コンセプト・アルバム
- Category:コンピュータミュージック
- Category:コンピレーション・アルバム

### さ行
さ
- Category:サウンドトラック
- Category:サクソフォーン
- Category:サクソフォーン協奏曲
- Category:サクソフォーン奏者
- Category:作曲家
- Category:作曲家別の楽曲
- Category:作詞家
- Category:作品番号
- Category:サルサ
- Category:三曲
- Category:賛美歌

し
- Category:CD-BOX
- Category:J-POP
- Category:指揮者
- Category:室内楽
- Category:室内楽曲
- Category:室内楽団
- Category:島唄
- Category:ジャズ
- Category:ジャズ作曲家
- Category:ジャズのアルバム
- Category:ジャズの楽曲
- Category:ジャズのバンドリーダー
- Category:ジャズバンド
- Category:ジャズ・ピアニスト
- Category:ジャズ・ボーカリスト
- Category:ジャズ・ミュージシャン
- Category:ジャズ・レーベル
- Category:ジャマイカの音楽
- Category:三味線
- Category:三味線音楽作曲家
- Category:三味線奏者
- Category:シャンソン
- Category:宗教音楽
- Category:十二音技法
- Category:主題歌
- Category:浄瑠璃
- Category:シンガーソングライター
- Category:シングル
- Category:シンセサイザー
- Category:シンセサイザー奏者

す
- Category:スイスの音楽
- Category:スウェーデンの音楽
- Category:吹奏楽
- Category:吹奏楽団
- Category:吹奏楽曲
- Category:吹奏楽の作曲家
- Category:スカ
- Category:スペインの音楽
- Category:スポーツ音楽

せ
- Category:声優のアルバム
- Category:声優のシングル
- Category:声楽
- Category:声楽家
- Category:セレナード
- Category:前奏曲
- Category:選抜高等学校野球大会入場行進曲
- Category:旋法

そ
- Category:箏曲作曲家
- Category:ソナタ
- Category:ソナチネ
- Category:ソプラノ歌手

### た行
た
- Category:対位法
- Category:大陸別の音楽 - アジア、アフリカ、ヨーロッパなど地域別
- Category:台湾の音楽
- Category:打楽器
- Category:多国籍音楽グループ
- Category:タンゴ
- Category:ダンサー
- Category:ダンス

ち
- Category:チェコの音楽
- Category:チェリスト
- Category:チェロ協奏曲
- Category:チェロソナタ
- Category:チェンバロ
- Category:チェンバロ奏者
- Category:中近東の音楽
- Category:中国の音楽
- Category:中世西洋音楽
- Category:中世西洋の作曲家
- Category:中南米の音楽
- Category:中南米の作曲家
- Category:チューバ奏者
- Category:聴覚
- Category:調性
- Category:調律
- Category:チリの音楽

つ
て
- Category:DJ
- Category:ディキシーランド・ジャズのミュージシャン
- Category:ディスコ
- Category:ディスコグラフィ
- Category:テクノのアルバム
- Category:テクノミュージシャン
- Category:テクノミュージック
- Category:テクノ・レーベル
- Category:鉄道の音楽
- Category:テノール歌手
- Category:デューク・エリントン・オーケストラのメンバー
- Category:テレビドラマ主題歌
- Category:電子楽器
- Category:デンマークの音楽

と
- Category:ドイツの音楽
- Category:童謡歌手
- Category:ト短調
- Category:ト長調
- Category:都道府県民歌
- Category:ドラマー
- Category:ドラマCD
- Category:トランス・ミュージック
- Category:トランペット
- Category:トランペット奏者
- Category:トリビュート・アルバム
- Category:トリニダード・トバゴの音楽
- Category:トルコの音楽
- Category:トロンボーン
- Category:トロンボーン奏者

### な行
な
に
- Category:ニ短調
- Category:ニ長調
- Category:日本のアマチュア・オーケストラ
- Category:日本のR&B・ミュージシャン
- Category:日本のアルバム
- Category:日本の歌百選
- Category:日本のオーケストラ
- Category:日本の吹奏楽団
- Category:日本の音楽
- Category:日本の音楽イベント
- Category:日本の音楽・映像ソフト会社
- Category:日本の歌手
- Category:日本の歌手グループ
- Category:日本の楽器製作者
- Category:日本のギタリスト
- Category:日本のクラシックギター奏者
- Category:日本の作詞家
- Category:日本の作曲家
- Category:日本の指揮者
- Category:日本のジャズ・ギタリスト
- Category:日本のシンガーソングライター
- Category:日本の吹奏楽団
- Category:日本の伝統音楽
- Category:日本の音楽グループ
- Category:日本のピアニスト
- Category:日本のヒップホップ
- Category:日本のヒップホップ・グループ
- Category:日本のヒップホップ・ミュージシャン
- Category:日本のフォーク (ポピュラー音楽)
- Category:日本のフュージョン・ミュージシャン
- Category:日本のミュージシャン
- Category:日本の民謡
- Category:日本のラジオ音楽番組
- Category:日本のレゲエ
- Category:日本舞踊
- Category:日本レコード大賞受賞曲
- Category:日本のレコード店
- Category:ニューエイジ・ミュージシャン
- Category:ニューエイジ・ミュージック
- Category:ニューオーリンズのジャズ・ミュージシャン
- Category:ニュージーランドの音楽

ぬ
ね
の
- Category:ノルウェーの音楽

### は行
は
- バイオリン → Category:ヴァイオリン
- Category:ハウスミュージシャン
- Category:ハウス・ミュージック
- Category:バス歌手
- Category:ハ短調
- Category:ハ長調
- Category:ハッザーン
- Category:ハードロック
- Category:ハープ奏者
- Category:バリトン歌手
- Category:バレエ作品
- Category:バロック音楽
- Category:バロック音楽の楽曲
- Category:バロックの作曲家
- Category:パロディ音楽
- Category:パンク
- Category:パンク・ロック
- Category:パンクミュージシャン
- Category:バンドリーダー

ひ
- Category:ピアニスト
- Category:ピアノ
- Category:ピアノ協奏曲
- Category:ピアノ曲
- Category:ピアノ五重奏曲
- Category:ピアノ三重奏曲
- Category:ピアノソナタ
- Category:ピアノ独奏曲
- Category:ピアノメーカー
- ビオラ → Category:ヴィオラ
- Category:ビッグ・バンド
- Category:ビッグ・バンドのバンドリーダー
- Category:ヒップホップ
- Category:ヒップホップ・ミュージシャン
- Category:ピーユート

ふ
- Category:ファンク
- Category:フィンランドの音楽
- Category:フォーク (ポピュラー音楽)
- Category:フォークソング
- Category:フォーク・ロック・バンド
- Category:舞曲
- Category:舞台機構
- Category:フュージョン
- Category:フュージョン・ミュージシャン
- Category:ブラジルの音楽
- Category:フランスの音楽
- Category:ブルース
- Category:ブルース・ミュージシャン
- Category:ブルース・レーベル
- Category:フルート
- Category:フルート奏者
- Category:プログレッシブ・ロック
- Category:プログレッシブ・ロックのアルバム
- Category:プログレッシブ・ロック・バンド

へ
- Category:ヘヴィメタル
- Category:ヘヴィメタルのアルバム
- Category:ヘヴィメタルのサブジャンル
- Category:ヘヴィメタル・バンド
- Category:ヘヴィメタル・ミュージシャン
- Category:ベーシスト
- Category:ベスト・アルバム
- Category:ベルギーの音楽
- Category:変奏曲
- Category:変ニ長調
- Category:変ホ長調
- Category:変ロ長調

ほ
- Category:放送局のオーケストラ
- Category:ボサノヴァ
- Category:ポピュラー音楽
- Category:ポピュラー音楽の音楽家
- Category:ポピュラーソング
- Category:ポーランドの音楽
- Category:ボリビアの音楽
- Category:ホール
- Category:ポルカ
- Category:ポルトガルの音楽
- Category:ホルン
- Category:ホルン奏者
- Category:香港の音楽
- Category:翻訳唱歌

### ま行
ま
- Category:マリンバ奏者
- Category:マンドリン
- Category:マンドリン作曲家
- Category:マンドリン奏者

み
- Category:ミニマリズム
- Category:ミュージカル
- Category:ミュージカル映画
- Category:ミュージカル作品
- Category:ミュージカルの作曲家
- Category:民謡
- Category:みんなのうた
- Category:民族音楽

む
め
- Category:メインストリーム・ジャズのミュージシャン
- Category:メキシコの音楽
- Category:メゾソプラノ
- Category:メヌエット

も
- Category:木管楽器

### や行
や
ゆ
- Category:ユダヤ音楽
- Category:ユーロビジョン・ソング・コンテスト

よ
- Category:ヨーロッパのオーケストラ
- Category:ヨーロッパの音楽

### ら行
ら
- Category:ライブ・アルバム
- Category:ライブハウス

り
- Category:リズム
- Category:寮歌
- Category:ルネサンス音楽
- Category:ルネサンスの作曲家
- Category:リュート奏者

る
れ
- Category:レクイエム
- Category:レゲエ
- Category:レゲエ・ミュージシャン
- Category:レコード・レーベル
- Category:練習曲

ろ
- Category:労働歌
- Category:ロカビリー
- Category:ロシアの音楽
- Category:ロック
- Category:ロックのアルバム
- Category:ロックの殿堂
- Category:ロック・バンド
- Category:ロマン派音楽
- Category:ロマン派の楽曲
- Category:ロマン派の作曲家

### わ行
わ
- Category:和音
- Category:和声
- Category:和楽器
- Category:ワルツ

### 0-9,A-Z
0-9
- Category:12世紀の音楽家
- Category:13世紀の音楽家
- Category:14世紀の音楽家
- Category:15世紀の音楽家
- Category:16世紀の音楽家
- Category:17世紀の音楽家
- Category:18世紀の音楽家
- Category:19世紀の音楽家

A-Z
- Category:CCM
- Category:DJ
- Category:J-POP

## 作曲家・アーティスト・バンド名のカテゴリ目次
- Category:作曲家別の楽曲、Category:各アーティストの楽曲、Category:日本のアルバムも参照。
- 目次なのでジャンルの混在を理由に分割・細分化を絶対しないこと。

必要ならば分割せず、別の専門記事を改めて作る。
- 読みがあいまいになる場合は両方登録してよい。

例えば、マイケル・ジャクソンがマ行かシ行か、混乱が生じうる場合など。また、整理目的で重複登録されている項目を絶対に削除しないこと。

### あ行
あ
- Category:アイアン・メイデンのアルバム
- Category:アイヴズの楽曲
- Category:愛内里菜のアルバム
- Category:aikoの楽曲
- Category:アイドリング!!!の楽曲
- Category:Aqua Timezのアルバム
- Category:浅川マキのアルバム
- Category:ASIAN KUNG-FU GENERATIONの楽曲
- Category:ACIDMANのアルバム
- Category:安倍なつみのアルバム
- Category:アース・ウィンド・アンド・ファイアーのアルバム
- Category:安室奈美恵のアルバム
- Category:アリスのアルバム
- Category:ALI PROJECT
- Category:アルタンのアルバム
- Category:アル・ディ・メオラのアルバム
- Category:THE ALFEEのアルバム
- Category:アルベニスの楽曲
- Category:アルベルト・マンゲルスドルフのアルバム
- Category:アンジェラ・アキのアルバム
- Category:ANTHEMのアルバム
- Category:安藤裕子のアルバム

い
- Category:イエスのアルバム
- Category:イエロー・マジック・オーケストラのアルバム
- Category:THE YELLOW MONKEYのアルバム
- Category:いきものがかりの楽曲
- Category:イーグルスのアルバム
- Category:稲垣潤一のアルバム
- Category:井上陽水のアルバム
- Category:伊福部昭の楽曲
- Category:今井美樹のアルバム
- Category:イングヴェイ・マルムスティーンのアルバム
- Category:infixのアルバム
- Category:石原裕次郎の楽曲

う
- Category:ヴィヴァルディの楽曲
- Category:Winkのアルバム
- Category:リック・ウェイクマンのアルバム
- Category:トム・ウェイツのアルバム
- Category:ヴィエニャフスキの楽曲
- Category:ウェザー・リポートのアルバム
- Category:ウェーバーの楽曲
- Category:上原多香子の楽曲
- Category:ポール・ウェラーのアルバム
- Category:ヴェルディの楽曲
- Category:ヴォーン・ウィリアムズの楽曲
- Category:宇多田ヒカルの楽曲
- Category:宇徳敬子のアルバム
- Category:UVERworld

え
- Category:エアロスミスのアルバム
- Category:エイジアのアルバム
- Category:エヴァネッセンスのアルバム
- Category:EXILEのアルバム
- Category:X JAPANのアルバム
- Category:エヴァネッセンスのアルバム
- Category:Every Little Thingのアルバム
- Category:エマーソン・レイク・アンド・パーマーのアルバム
- Category:エミネムのアルバム
- Category:M-floのアルバム
- Category:エルガーの楽曲
- Category:エレクトリック・ライト・オーケストラのアルバム
- Category:エレファントカシマシのアルバム
- Category:遠藤ミチロウのアルバム

お
- Category:オアシスのアルバム
- Category:大黒摩季のアルバム
- Category:大塚愛のアルバム
- Category:大塚博堂の楽曲
- Category:大橋純子のアルバム
- Category:岡村靖幸のアルバム
- Category:奥井雅美のアルバム
- Category:小椋佳のアルバム
- Category:尾崎豊の楽曲
- Category:小田和正のアルバム
- Category:織田哲郎のアルバム
- Category:鬼束ちひろのアルバム
- Category:おニャン子クラブの楽曲
- Category:オネゲルの楽曲
- Category:オフコースのアルバム
- Category:オム・ジョンファのアルバム
- Category:オユンナのアルバム
- Category:オルフの楽曲
- Category:ORANGE RANGEの楽曲

### か行
か
- Category:GACKTのアルバム
- Category:かぐや姫の楽曲
- Category:影山ヒロノブのアルバム
- Category:カシオペアのアルバム
- Category:ガーシュウィンの楽曲
- Category:風の楽曲
- Category:KAT-TUNのアルバム
- Category:華原朋美のアルバム
- Category:GARNET CROWのアルバム
- Category:カーペンターズのアルバム
- Category:カーペンターズの楽曲
- Category:北原愛子の楽曲
- Category:嘉門タツオの楽曲
- Category:ガンズ・アンド・ローゼズのアルバム

き
- Category:KiKiのアルバム
- Category:北原愛子の楽曲
- Category:吉川晃司のアルバム
- Category:KICK THE CAN CREWのアルバム
- Category:KIX-Sのアルバム
- Category:キッス
- Category:キッド・ロックのアルバム
- Category:キャメロットのアルバム
- Category:KinKi Kidsの楽曲
- Category:キング・クリムゾンのアルバム
- Category:キンクスのアルバム

く
- Category:クイーン
- Category:クセナキスの楽曲
- Category:くずの楽曲
- Category:グノーの楽曲
- Category:工藤静香の楽曲
- Category:クライスラーの楽曲
- Category:倉木麻衣のアルバム
- Category:グラズノフの楽曲
- Category:クラフトワークのアルバム
- Category:グリエールの楽曲
- Category:グリーグの楽曲
- Category:栗林誠一郎のアルバム
- Category:GLAYの楽曲
- Category:globeの楽曲
- Category:黒夢のアルバム
- Category:KUWATA BANDのアルバム
- Category:桑田佳祐のアルバム

け
- Category:ケージの楽曲
- Category:ケツメイシの楽曲
- Category:CHEMISTRYのアルバム

こ
- Category:倖田來未のアルバム
- Category:CoCo
- Category:ゴスペラーズのアルバム
- Category:後藤真希のアルバム
- Category:KOTOKOのアルバム
- Category:コブクロの楽曲
- Category:コープランドの楽曲
- Category:小松未歩のアルバム
- Category:米米CLUBのアルバム
- Category:フィル・コリンズのアルバム
- Category:ジョン・コルトレーンのアルバム
- Category:コルピクラーニのアルバム
- Category:コルンゴルトの楽曲
- Category:ミシェル・コロンビエのアルバム
- Category:COMPLEXのアルバム

### さ行
さ
- Category:Sound Horizon
- Category:三枝夕夏 IN dbのアルバム
- Category:坂本龍一のアルバム
- Category:サザンオールスターズ
- Category:ザ・スターリンのアルバム
- Category:ザ・タイガース
- Category:さだまさしの楽曲
- Category:サティの楽曲
- Category:ZARDのアルバム
- Category:the band apartのアルバム
- Category:ザ・ビーチ・ボーイズ
- Category:ザ・フーのアルバム
- Category:ザ・フォーク・クルセダーズの楽曲
- Category:THE BLUE HEARTSのアルバム
- Category:THE MAD CAPSULE MARKETSのアルバム
- Category:猿岩石の楽曲
- Category:沢田研二の楽曲
- Category:ZANの楽曲
- Category:サン＝サーンスの楽曲
- Category:サンタナのアルバム

し
- Category:THE ALFEEのアルバム
- Category:椎名林檎の楽曲
- Category:ジェフ・ベックのアルバム
- Category:シェーンベルクの楽曲
- Category:19の楽曲
- Category:シベリウスの楽曲
- Category:SEAMOの楽曲
- Category:島谷ひとみの楽曲
- Category:ジミ・ヘンドリックスのアルバム
- Category:下川みくにの楽曲
- Category:ジャクソン・ブラウンのアルバム
- Category:ジャコ・パストリアスのアルバム
- Category:ジャニーズ関連楽曲
- Category:ジャーニーのアルバム
- Category:シャ乱Q
- Category:Janne Da Arcのアルバム
- Category:ジューダス・プリーストのアルバム
- Category:JUDY AND MARY
- Category:ヨハン・シュトラウス2世の楽曲
- Category:リヒャルト・シュトラウスの楽曲
- Category:シューベルトの楽曲
- Category:シューマンの楽曲
- Category:Syrup16gのアルバム
- Category:ビリー・ジョエルのアルバム
- Category:SHŌGUNのアルバム
- Category:ジョージ・ハリスンのアルバム
- Category:ジョージ・ハリスンの楽曲
- Category:ショスタコーヴィチの楽曲
- Category:ショーソンの楽曲
- Category:ジョニ・ミッチェルのアルバム
- Category:ショパンの楽曲
- Category:ジョン・コルトレーンのアルバム
- Category:ジョン・レノンの楽曲

す
- Category:スキマスイッチのアルバム
- Category:Skoop On Somebodyのアルバム
- Category:トム・スコットのアルバム
- Category:スクリャービンの楽曲
- Category:スーザの楽曲
- Category:SUPER EIGHTの楽曲
- Category:鈴木亜美のアルバム
- Category:鈴木康博のアルバム
- Category:ザ・スターリンのアルバム
- Category:ロッド・スチュワートのアルバム
- Category:スティーリー・ダンのアルバム
- Category:スティングのアルバム
- Category:ストラヴィンスキーの楽曲
- Category:ストレイ・キャッツのアルバム
- Category:SNoWの楽曲
- Category:スパークリング☆ポイントの楽曲
- Category:スパイス・ガールズの楽曲
- Category:スピッツの楽曲
- Category:SPEEDの楽曲
- Category:スペクトラムのアルバム
- Category:SMAPのアルバム
- Category:スメタナの楽曲
- Category:スレイヤーのアルバム

せ
- Category:聖飢魔IIの楽曲
- Category:セックス・ピストルズのアルバム
- Category:セリーヌ・ディオンの楽曲

そ
- Category:SOUL'd OUTのアルバム
- Category:ソウル・フラワー・ユニオンのアルバム
- Category:ソニック・ユースのアルバム
- Category:SOPHIAのアルバム
- Category:SOFT BALLETのアルバム
- Category:ソラブジの楽曲
- Category:ZONEの楽曲

### た行
た
- Category:ザ・タイガース
- Category:高岡亜衣の楽曲
- Category:瀧廉太郎の楽曲
- Category:武満徹の楽曲
- Category:タッキー&翼の楽曲
- Category:ダニエル・パウターのアルバム
- Category:谷山浩子のアルバム
- Category:たまの楽曲
- Category:玉置成実の楽曲
- Category:タロットのアルバム
- Category:團伊玖磨の楽曲

ち
- Category:チープ・トリックのアルバム
- Category:チャイコフスキーの楽曲
- Category:チューリップの楽曲

つ
- Category:TWINZERのアルバム
- Category:ツェムリンスキーの楽曲
- Category:つんく♂のアルバム

て
- Category:DIR EN GREYのアルバム
- Category:Day after tomorrowのアルバム
- Category:TM NETWORKの楽曲
- Category:セリーヌ・ディオンのアルバム
- Category:T-SQUAREのアルバム
- Category:マイルス・デイヴィスのアルバム
- Category:ディープ・パープルのアルバム
- Category:T-BOLANのアルバム
- Category:DEENのアルバム
- Category:ボブ・ディランのアルバム
- Category:ディーリアスの楽曲
- Category:デヴィッド・ボウイのアルバム
- Category:デーモン小暮閣下のアルバム
- Category:デュカスの楽曲
- Category:デュリュフレの楽曲
- Category:電気グルーヴのアルバムs

と
- Category:Do As Infinityのアルバム
- Category:2パックのアルバム
- Category:ドアーズのアルバム
- Category:東京事変のアルバム
- Category:堂本剛のアルバム
- Category:TOKIO
- Category:ドナルド・フェイゲンのアルバム
- Category:ドビュッシーの楽曲
- Category:ドヴォルザークの楽曲
- Category:トム・ウェイツのアルバム
- Category:Dragon Ashのアルバム
- Category:ドラゴンフォースのアルバム
- Category:ドリーブの楽曲
- Category:DREAMS COME TRUEの楽曲

### な行
な
- Category:ナイトウィッシュのアルバム
- Category:中島美嘉のアルバム
- Category:中島みゆきの楽曲
- Category:長渕剛の楽曲
- Category:中村雅俊の楽曲
- Category:中森明菜の楽曲

に
- Category:ニッケルバックのアルバム
- Category:ニュー・オーダーのアルバム
- Category:NEWSのアルバム
- Category:ニルヴァーナのアルバム

ぬ
ね
の
- Category:ノトーリアス・B.I.G.のアルバム

### は行
は
- Category:HIGH and MIGHTY COLOR
- Category:ハイドンの楽曲
- Category:ダニエル・パウターのアルバム
- Category:パガニーニの楽曲
- Category:BUCK-TICKのアルバム
- Category:ジャコ・パストリアスのアルバム
- Category:ハチャトゥリアンの楽曲
- Category:パット・メセニーのアルバム
- Category:J.S.バッハの楽曲
- Category:はっぴいえんどのアルバム
- Category:PUFFY
- Category:浜崎あゆみのアルバム
- Category:浜田省吾のアルバム
- Category:原由子のアルバム
- Category:ジョージ・ハリスンのアルバム
- Category:バルトークの楽曲
- Category:レナード・バーンスタインの楽曲
- Category:the band apartのアルバム

ひ
- Category:PIERROT
- Category:B'zの楽曲
- Category:久石譲の楽曲
- Category:ビゼーの楽曲
- Category:ザ・ビーチ・ボーイズ
- Category:BTのアルバム
- Category:ビートルズ
- Category:ヴィヴァルディの楽曲
- Category:氷室京介のアルバム
- Category:平井堅のアルバム
- Category:平原綾香のアルバム
- Category:ビリー・ジョエルのアルバム
- Category:hiroの楽曲
- Category:ピンク・フロイドのアルバム

ふ
- Category:ザ・フーのアルバム
- Category:ファリャの楽曲
- Category:FUNKY MONKEY BABYSの楽曲
- Category:フィル・コリンズのアルバム
- Category:V6のアルバム
- Category:FIELD OF VIEWの楽曲
- Category:ドナルド・フェイゲンのアルバム
- Category:Fayrayのアルバム
- Category:FENCE OF DEFENSEのアルバム
- Category:ザ・フォーク・クルセダーズの楽曲
- Category:フォスターの楽曲
- Category:フォーレの楽曲
- Category:福田沙紀の楽曲
- Category:福山雅治の楽曲
- Category:ブゾーニの楽曲
- Category:プッチーニの楽曲
- Category:ブラインド・ガーディアンのアルバム
- Category:BLACK CATSのアルバム
- Category:ブラック・サバスのアルバム
- Category:ブラームスの楽曲
- Category:フランクの楽曲
- Category:プーランクの楽曲
- Category:Blizardのアルバム
- Category:フリッパーズ・ギターのアルバム
- Category:ブリテンの楽曲
- Category:ブリトニー・スピアーズのアルバム
- Category:ブルックナーの楽曲
- Category:ブルッフの楽曲
- Category:THE BLUE HEARTSのアルバム
- Category:プレミアータ・フォルネリア・マルコーニのアルバム
- Category:プロコフィエフの楽曲

へ
- Category:ヴィエニャフスキの楽曲
- Category:ベートーヴェンの楽曲
- Category:ヴェルディの楽曲
- Category:ジェフ・ベックのアルバム
- Category:BENNIE Kのアルバム
- Category:ベリオの楽曲
- Category:Berryz工房のアルバム
- Category:ベルクの楽曲
- Category:ベルリオーズの楽曲
- Category:ヘンデルの楽曲
- Category:ジミ・ヘンドリックスのアルバム

ほ
- Category:BoAのアルバム
- Category:BOØWY
- Category:デヴィッド・ボウイのアルバム
- Category:ボストンのアルバム
- Category:布袋寅泰のアルバム
- Category:ボブ・ディランのアルバム
- Category:ポリスのアルバム
- Category:ポール・ウェラーのアルバム
- Category:ホルストの楽曲
- Category:ポルノグラフィティの楽曲
- Category:ボロディンの楽曲
- Category:ボン・ジョヴィのアルバム
- Category:本田美奈子.の楽曲

### ま行
ま
- Category:マイ・ケミカル・ロマンスのアルバム
- Category:マイケル・ジャクソンの楽曲
- Category:マイルス・デイヴィスのアルバム
- Category:槇原敬之の楽曲
- Category:松浦亜弥のアルバム
- Category:ポール・マッカートニーの楽曲
- Category:松田聖子のアルバム
- Category:松任谷由実のアルバム
- Category:THE MAD CAPSULE MARKETSのアルバム
- Category:マドンナの楽曲
- Category:MANISHの楽曲
- Category:マーラーの楽曲
- Category:MARIAの楽曲
- Category:イングヴェイ・マルムスティーンのアルバム
- Category:アルベルト・マンゲルスドルフのアルバム

み
- Category:Mi-Keの楽曲
- Category:ミシェル・コロンビエのアルバム
- Category:Mr.Childrenの楽曲
- Category:Misonoの楽曲
- Category:ジョニ・ミッチェルのアルバム
- Category:ミューズの楽曲
- Category:ミヨーの楽曲
- Category:mihimaru GTのアルバム

む
- Category:ムソルグスキーの楽曲
- Category:ムーンライダーズのアルバム
- Category:村下孝蔵の楽曲

め
- Category:メガデスのアルバム
- Category:メシアンの楽曲
- Category:パット・メセニーのアルバム
- Category:メタリカのアルバム
- Category:メラニー・チズムの楽曲
- Category:メンデルスゾーンの楽曲

も
- Category:モーツァルトの楽曲
- Category:モーニング娘。のアルバム
- Category:森高千里の楽曲
- Category:森山直太朗の楽曲
- Category:諸井三郎の楽曲

### や行
や
- Category:やしきたかじんのアルバム
- Category:ヤナーチェクの楽曲
- Category:山下達郎のアルバム
- Category:山田耕筰の楽曲

ゆ
- Category:YUIのアルバム
- Category:U2のアルバム
- Category:U2の楽曲
- Category:UNICORN

よ
- Category:吉田拓郎の楽曲
- Category:yozuca*の楽曲
- Category:米倉千尋のアルバム
- Category:ヨハン・シュトラウス2世の楽曲

### ら行
ら
- Category:LOUDNESSのアルバム
- Category:ラヴェルの楽曲
- Category:RADWIMPSのアルバム
- Category:ラッツ&スター
- Category:ラフマニノフの楽曲
- Category:L'Arc〜en〜Ciel
- Category:ラロの楽曲

り
- Category:リゲティの楽曲
- Category:リストの楽曲
- Category:リック・ウェイクマンのアルバム
- Category:Ricken'sのアルバム
- Category:RIP SLYMEのアルバム
- Category:リヒャルト・シュトラウスの楽曲
- Category:リムスキー＝コルサコフの楽曲
- Category:リンプ・ビズキットのアルバム

る
- Category:ルトスワフスキの楽曲
- Category:LUNA SEAのアルバム

れ
- Category:レイジーの楽曲
- Category:レッド・ツェッペリン
- Category:レッド・ホット・チリ・ペッパーズ
- Category:レスピーギの楽曲
- Category:ジョン・レノンの楽曲

ろ
- Category:ロキシー・ミュージックのアルバム
- Category:Rockwellの楽曲
- Category:ロッシーニの楽曲
- Category:ロッド・スチュワートのアルバム
- Category:ロードオブメジャーのアルバム
- Category:ローリング・ストーンズ

### わ行
わ
- Category:ワーグナーの楽曲
- Category:渡辺美里のアルバム
- Category:WaT
- Category:WANDSのアルバム

## レコード会社・レーベルなどの目次
あ行
- Category:アイランド・レコードのアーティスト
- Category:アポロンのアルバム
- Category:Amemura O-town Recordのアルバム
- Category:アルファレコードのアルバム
- Category:アンリミテッド・レコードのアルバム
- Category:EMI
- Category:イーストワールドのアルバム
- Category:ヴァージン・レコードのアルバム
- Category:ヴァーヴ・ミュージック・グループ
- Category:A&Mレコードのアーティスト
- Category:エイベックス・グループのアルバム
- Category:エキスプレスのアルバム
- Category:エスエムイーレコーズのアルバム
- Category:EPICソニーのアルバム
- Category:オリジナル・ジャズ・クラシックス

か行
- Category:GIZA studioのアルバム
- Category:キティレコードのアルバム
- Category:キャピトル・レコードのアルバム
- Category:キューンミュージックのアルバム
- Category:クライマックスレコードのアルバム
- Category:コロムビアミュージックエンタテインメントのアルバム

さ行
- Category:CBSソニーのアルバム
- Category:ジャパンレコーズのアルバム
- Category:シュラプネル・レコーズ
- Category:ストームレーベルズのアルバム
- Category:スピードスター・レコードのアルバム
- Category:ソニー・ミュージックアーティスツ

た行
- Category:ZAIN RECORDSのアルバム
- Category:テイチクエンタテインメントのアルバム
- Category:トイズファクトリーのアルバム
- Category:TMファクトリーのアルバム
- Category:徳間ジャパンコミュニケーションズのアルバム

な行
- Category:日本クラウンのアルバム
- Category:日本コロムビアのアルバム
- Category:BERG レーベルのアルバム
- Category:ヴァーヴ・ミュージック・グループ

は行
- Category:バーボンレコーズのアルバム
- Category:VERMILLION RECORDSのアルバム
- Category:バンダイ・ミュージックエンタテインメントのアルバム
- Category:BMG JAPANのアルバム
- Category:B-Gram RECORDSのアルバム
- Category:B ZONEのアルバム
- Category:ビクターインビテーションのアルバム
- Category:ビクターエンタテインメントのアルバム
- Category:ビクター音楽産業のアルバム
- Category:フォーライフミュージックエンタテイメントのアルバム
- Category:FULL FACEのアルバム
- Category:プラチナム・レコードのアルバム
- Category:ポニーキャニオンのアルバム
- Category:ポリドール・レコードのアルバム

ま行
- Category:モータウンのアーティスト

や行
ら行
- Category:Rooms RECORDSのアルバム

わ行
- Category:ワーナー・ミュージック
- Category:ワーナー・ミュージック・グループのアーティスト
- Category:ワーナーミュージック・ジャパンのアルバム

## 分野別カテゴリ
主要な分野のカテゴリをツリー形式で示す。
細部のツリー表示にはJavaScript が必要です。JavaScript が off の環境では1階層下のカテゴリのみ表示され、下位のカテゴリのツリーを展開する表示が行なえません。
また、モバイルブラウザなど使用環境によってはうまく表示できない場合があります。
Category:音
:Category:音楽
Category:音楽のジャンル
Category:地域別の音楽
Category:楽曲
Category:音楽家
Category:演奏家
Category:クラシック音楽
Category:音楽理論
Category:楽器